# Klapperrose
Die Klapperrose, auch Klatschrose oder Flitschrose, ist eine volkstümliche Bezeichnung für den Klatschmohn (Papaver rhoeas L.). Andere Bezeichnungen sind Feldrose, Kornrose, Kornmohn, wilder Mohn. In der Heraldik wird diese Wappenfigur Klapperrose in Wappenbeschreibungen verwandt, um eine bessere Blasonierung zu erhalten. Eine große Verbreitung in der Wappenkunde hat der Begriff und auch der Mohn nicht erreicht. Die Verwendung in stilisierter Form ist die bevorzugte heraldische Darstellung.
Ein Beispiel ist die Wappenbeschreibung der Elisabeth Freifrau von Eyss, in der es unter anderem im aufgelegten Schild mit den Spitzen zusammenstoßenden Keile von Gold heißt: … ein blauer auf einer goldbesamten Klapperrose sitzender Eisvogel…. Auch die Freiherren von Eyss haben die Klapperrose im Wappen. Üblicherweise ist die Tingierung der Wappenfigur rot.